# Ramón Arcas Cárdenas
 Ramón Arcas Cárdenas  (Águilas, 25 januari 1991) is een gewezenSpaans profvoetballer van Venezolaanse afkomst, beter bekend onder de naam Arcas.
Opgeleid bij de jeugdploegen van Águilas CF, FC Porto en Racing Santander, startte hij zijn professionele carrière bij de B-ploeg van Racing Santander, een ploeg die tijdens het seizoen 2010-2011 uitkwam in de Tercera División. Op 9 januari 2011 kende Arcas zijn debuut in de Primera División met het eerste team van Racing tijdens de thuiswedstrijd tegen Sporting Gijón. De wedstrijd eindigde op een 1-1 gelijkspel en de speler speelde 80 minuten.
In augustus 2011 tekende hij voor Recreativo Huelva. Ondanks het feit dat de speler voorzien was voor het B-elftal, kende hij reeds op 27 augustus zijn debuut in het A-elftal tijdens de Segunda División A competitiewedstrijd tegen Deportivo La Coruña. De speler zou dat seizoen in het totaal 33 maal in actie komen.
Het daaropvolgende seizoen 2012-2013 bleef hij bij de ploeg uit Huelva.  Maar toen hij bij de winterstop nog geen enkele wedstrijd gespeeld had, verliet hij de ploeg voor FC Cartagena, een ploeg uit de Segunda División B. Tijdens de eerstvolgende competitiewedstrijd tegen Albacete Balompié kwam hij in tijdens de zestigste minuut en scoorde na veertien minuten het tweede doelpunt voor de 0-2 uitwinst. Hij zou in het totaal negentien keer opdraven en aan de mislukte eindronde voor promotie meedoen. Hij werd echter niet weerhouden voor het daaropvolgende seizoen.
Tijdens de aanvang van het seizoen 2013-2014 was hij zonder ploeg tot hij in oktober 2013 onderdak vond bij Getafe CF B, een ploeg uit de Segunda División B.
Voor het seizoen 2014-2015 keerde hij terug naar FC Cartagena.  Tijdens de maand juni 2014 tekende hij een tweejarig contract. De ploeg was echter totaal veranderd: nieuwe eigenaar, nieuwe voorzitter, andere trainer en enkel één speler van twee seizoenen geleden, Diego Segura Ramirez. Net voor de competitie van start ging, moest deze laatste de ploeg verlaten.  Het werd een moeilijk seizoen voor zowel de club als de speler met financiële en sportieve problemen.  De sportieve redding werd pas behaald na een eindronde en de financiële problemen werden verminderd door de komst van Paco Belmonte als geldschieter en nieuwe machtige man van de ploeg.  Hij vond het contract dat Arcas had te duur en toen nieuwe trainer Víctor Fernández ook geen vertrouwen toonde in de speler, werd zijn contract op 7 augustus 2015 in samenspraak verbroken.
Voor het seizoen 2015-2016 tekende hij bij de ploeg van zijn geboortestad, Águilas FC.  Deze ploeg speelde op het niveau van de Tercera División.  Hij zou er twee seizoenen blijven, maar de ploeg kon de promotie niet afdwingen.
Tijdens het seizoen 2017-2018 stapte hij over naar reeksgenoot PD Santa Eulalia.
Vanaf seizoen 2018-2019 keerde hij weer naar zijn geboortestad.  De eerste twee seizoenen zou hij slechts respectievelijk zes en vijf keer optreden. Het seizoen 2020-2021 was veel succesvoller.  Mede dankzij zijn vierentwintig optredens werd de ploeg kampioen van de Tercera División. Het daaropvolgende seizoen 2021-2022 volgde hij zijn ploeg naar de nieuw opgerichte reeks Segunda División RFEF.  De ploeg kon echter haar behoud niet verzekeren, maar tijdens seizoen 2022-2023 werd ze weer kampioen en volgde de onmiddellijke terugkeer.  Ook tijdens seizoen 2023-2024 volgde hij de ploeg en speelde tijdens de heenronde nog drie wedstrijden.  Deze keer speelde de ploeg aan de top mee en na de winterstop zette hij een stapje terug met zijn transfer naar streekgenoot CF Lorca Deportiva.